# Sadalgi
Sadalgi é uma panchayat (vila) no distrito de Belgaum, no estado indiano de Karnataka.

## Geografia
Sadalgi está localizada a 16° 34′ N, 74° 33′ L. Tem uma altitude média de 534 metros (1751 pés).

## Demografia
Segundo o censo de 2001, Sadalgi tinha uma população de 20 207 habitantes. Os indivíduos do sexo masculino constituem 51% da população e os do sexo feminino 49%. Sadalgi tem uma taxa de literacia de 60%, superior à média nacional de 59,5%: a literacia no sexo masculino é de 70% e no sexo feminino é de 49%. Em Sadalgi, 13% da população está abaixo dos 6 anos de idade.